# Giuseppe Tosi
Giuseppe Tosi, född 25 maj 1916 i Borgo Ticino i Novara, död 10 juli 1981, var en italiensk friidrottare.
Tosi blev olympisk silvermedaljör i diskus vid sommarspelen 1948 i London.